# Thury György
Thury György (1519 körül – Orosztony, 1571. április 2.) végvári vitéz, várkapitány, a „magyar el Cid”, Bars vármegye főispánja.

## Élete
Hont vármegyéből, Középtúrról származó nemesi család sarja, ősei már az Árpád-korban jeles vitézek voltak. Nagyapja, Thury Miklós Hunyadi Mátyás seregében szolgált, és apja, Gábor is kitűnő vitéz volt. Testvérei Farkas, Benedek, Ilona és Bora. Az 1540-es években huszárfőlegény lett a sági várban. Részt vett az 1552. augusztus 10-11-ei palásti csatában, ahol jelentős része volt az olasz csapatok megmentésében.
1556-ban a lévai vár kapitányává nevezték ki, 1558-ban Bars vármegye főispánja, majd a várpalotai vár kapitánya lett. Neve itt vált rettegetté a törökök körében. Kiváló bajvívó volt, sorra hívta ki a törökök legjobbjait. A pénztelenségen állandó portyákkal próbált segíteni, így akadályozta meg azt, hogy katonái a zsoldhátralék miatt elszökjenek tőle. 1563-ban jelen volt I. Miksa királlyá koronázásán, és az ünnepségeken vívott lovagi párbajoknak ő volt a hőse. Az állandósuló pénzhiány miatt végül 1565-ben beadta lemondását, ám az uralkodó még egy ideig maradásra bírta. 1566 júniusában 500 katonájával mindaddig tartotta Palota várát Arszlán budai pasa 7-8000 fős seregével szemben, míg a felmentő sereg Salm gróf győri várkapitány vezetésével meg nem érkezett. Salm gróf Thury segítségével visszafoglalta Veszprémet és Tatát.

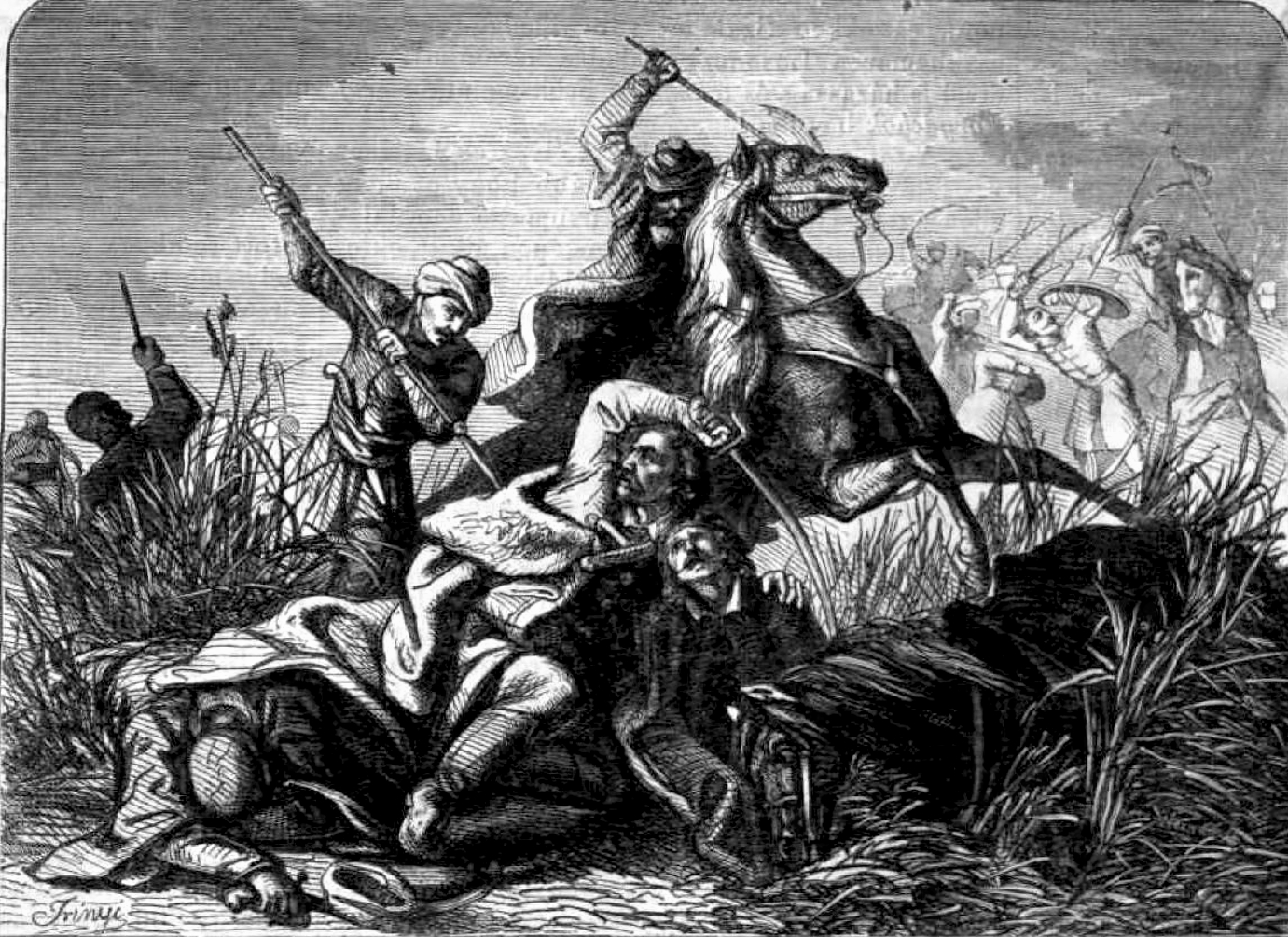
Thury György halála, illusztráció

Ezt követően végérvenyesen lemondott a várkapitányi tisztségről és helyét unokaöccse, Thury Márton foglalta el. Szigetvár elestét követően felértékelődött Kanizsa várának jelentősége, ahova német katonákat szállásoltak Tahy Ferenc vezetésével. Tahy azonban nem tudott rendet tartani körükben, a katonák a környék lakosságát fosztogatták, a vár állaga vészesen leromlott. Hosszú alkudozásokat követően végül Thury Györgyöt nevezték ki a kanizsai vár kapitányává 1567-ben, aki egyúttal a dunántúli főkapitány helyettese is lett. Kanizsára érkeztekor a várat csaknem teljesen üresen találta ezért első jelentésében lőszert és élelmet kért, majd a vár megerősítését sürgette. Mivel kérelmei süket fülekre találtak 1569-ben felmentését kérte a királytól, aki ehhez nem járult hozzá. A következő években portyákból tartotta fent magát a kanizsai helyőrség. Thury ekkor már az ország első számú bajvivója volt, neve külföldön is ismertté vált, kortársai a „magyar Cidként” emlegették. Kortársai szerint több mint hatszáz győztes párviadalt vívott, a törökök ezért „dunántúli oroszlánnak” nevezték. Istvánffy Miklós 16. századi humanista történetíró szerint például egy hatalmas termetű török csak azért jött Magyarországra, hogy vele megvívhasson. Mivel a törököknek sok bosszúságot okozott, 1571-ben Orosztony község határában 150 lovasával együtt tőrbe csalták és megölték. Fejét a törökök levágták és Isztambulba küldték, teljesen kifosztott testét Miklós fia és gróf Zrínyi György Kanizsán temettette el nagy tisztességgel.
„Az összecsapás során török kézre került foglyokat és fegyvereket, valamint a kanizsai kapitány fejét egyenesen a Portára küldték, amelyről a következőképpen számol be Carolus Rym: »Jelen hónap 10-én őfelsége boldog emlékezetű kanizsai kapitányának, Thúry György úrnak a fejét sok csapásoktól megcsonkítva, majd összevarrva a közös díván elé hozták 9 másik fejjel együtt, valamint 14 fogollyal, 3 zászlóval és 2 kézidobbal. A pasa Thúry fejét kézbe vette, gondosan megtekintette, szakállát megsimogatta, majd meghagyta, hogy vigyék ki és tisztességgel temessék el«”.

## Házassága és leszármazottjai

Dalkai Hathalmy Lázár (fl. 1480-1534), veszprémi alispán címere (1517)

Thúry György első felesége ismeretlen, második neje, dalkai Hathalmy Zsófia (fl. 1563), akinek a szülei dalkai Hathalmy György (fl. 1534–1567), semptei várnagy, földbirtokos, és némai Kolos Erzsébet (fl. 1580) voltak. Thúry Györgyné Hathalmy Zsófiának az apai nagyapja dalkai Hathalmy Lázár (fl. 1480–1534), Veszprém vármegye alispánja, a veszprémi vár várnagya, földbirtokos. Az anyai nagyszülei némai Kolos Ambrus (fl. 1508–1518), királyi udvarnok (aulae regiae familiaris), veszprémi követ, földbirtokos és sávolyi Jósa Orsolya voltak; Kolos Ambrusnak az apja némai Kolos László (fl. 1481–1507), koronaőr, 1507-ben Drégely vára várnagya, 1493-ban a visegrádi vár várnagya, földbirtokos volt. Thúry György és Hathalmy Zsófia esküvőjére 1563 őszén került sor, melyre Miksa és Károly főhercegek egy-egy aranyozott serleget küldtek ajándékba. Egy fiáról, Thúry Pálról tudunk, ki fiatalon elhunyt és három lányáról: Thúry Zsófiáról, ki előbb Sallér Andrásné, majd Keresztúri Györgyné, Thúry Annáról Keczer Sándornéról és Thúry Katalinról, Marczaltői Györgynéről. Thúry György halála után Hathalmy Zsófiát lengyeltóti Lengyel István (fl. 1567–1581), szigligeti várkapitány, földbirtokos vette el és nevelte a három árva lányát.

## Érdekességek
Thury egyik kardját a Magyar Nemzeti Múzeumban őrzik. Ez egy díszes, egyenes, kétélű arab pengével, szablyamarkolattal ellátott, úgynevezett lóra való pallos.

## Emlékezete
- Thúry György Múzeum, Nagykanizsa
- Thury György-kopjafa, Orosztony
- Thury György Gimnázium és Alapfokú Művészeti Iskola
- 2010-től a Felföldi Baranta Szövetség három évente rendezi meg a Thury György Kupát, ami egy 24 órás szablyavívó verseny. Az első verseny a felvidéki Palást községben, a vitéz szülőföldjén, lett megrendezve. 2019-től a versenyt a Felföldi Dalia Iskola (vezető: Kopecsni Gábor) szervezi.[7]
  - I. Thury György Kupa értékelése (2010)
  - Gondolatok a II. Thury György Kupáról (2013)
  - III. Thury György Kupa (versenykiírás) (2016)[8]
  - IV. Thury György Kupa (2019)
- Thúry Portya: 
  - Beszámoló a III. Thúry Portyáról (2013)
  - Elkezdődött a III. Thúry Portya
  - VIII. Thúry Portya (2018)[9][10]
- „Thúry György éneke” (1548)[11]
- Az ő nevét viseli a Várpalotai vár, valamint a Várpalota tömegközlekedését 2025. január 1-től ellátó önkormányzati cég (Thury-Busz Nonprofit Kft.).

### Siratóének
Az kiket gyermökségökből feltartott,

És sokféle szerencséken hordozott,

És üvélük sok dolgokban forgódott,

Ühozzájok jó hírt, jó nevet adott.

Ezek csoda nagy sirást tesznek vala,

Sem éjjel, sem nappal nem szünnek vala.

Azért immár jutának bujdosóba;

Mert elesett fejöknek koronája.